# 19226 Peiresc
19226 Peiresc este un asteroid din centura principală de asteroizi.

## Descriere
19226 Peiresc este un asteroid din centura principală de asteroizi. A fost descoperit pe 15 septembrie 1993 la Observatorul La Silla de Eric Walter Elst. Asteroidul prezintă o orbită caracterizată de o semiaxă mare de 3,35 ua, o excentricitate de 0,04 și o înclinație de 8,0° în raport cu ecliptica.